# Willi Törnig
Willi Törnig (Menden, 11 de fevereiro de 1930 - 2 de abril de 2018) foi um matemático alemão, que trabalhava com análise numérica.
Törnig obteve seu doutorado em 1958, na Bergakademie Clausthal, atual Universidade Técnica de Clausthal, orientado por Hermann König, com a tese Zur numerischen Behandlung von Anfangswertproblemen partieller hyperbolischer Differentialgleichungen zweiter Ordnung in zwei unabhängigen Veränderlichen ('Tratamento numérico de problemas de valor inicial de equações diferenciais parciais hiperbólicas de segunda ordem com duas variáveis independentes').

## Obras
- com Peter Spelucci: Numerische Mathematik für Ingenieure und Physiker. 2 Volumes, Springer Verlag, Volume 1, 1988  (Numerische Methoden der Algebra), Volume 2, 1990 (Numerische Methoden der Analysis)
- com Spelucci: Eigenwertberechung in den Ingenieurwissenschaften: mit einer Einführung in die Numerik linearer Gleichungssysteme. Teubner, 1985
- com Michael Gipser, Bernhard Kaspar: Numerische Lösung von partiellen Differentialgleichungen der Technik: Differenzenverfahren, finite Elemente und die Behandlung großer Gleichungssysteme. Teubner, 1985, 1991
- Anfangswertprobleme bei gewöhnlichen und partiellen Differentialgleichungen, in Robert Sauer, Istvan Szabo Die mathematischen Hilfsmittel des Ingenieurs, Grundlehren der mathematischen Wissenschaften, Volume 2, Springer Verlag 1969